# Лашкендар
Лашкенда́р — гора высотой 1373 метра в Абхазии, в Ткуарчалском районе частично признанной Республики Абхазия, согласно административному делению Грузии — на территории Абхазской Автономной Республики.
Гора Лашкендар — одно из семи святилищ Абхазии. На одной из её вершин (945 м) находятся руины христианского храма известного барельефами изображающими леопардов (или, возможно, собак). Точная дата строительства этого храма неизвестна и по разным оценкам он был сооружён между VII и XI веками.

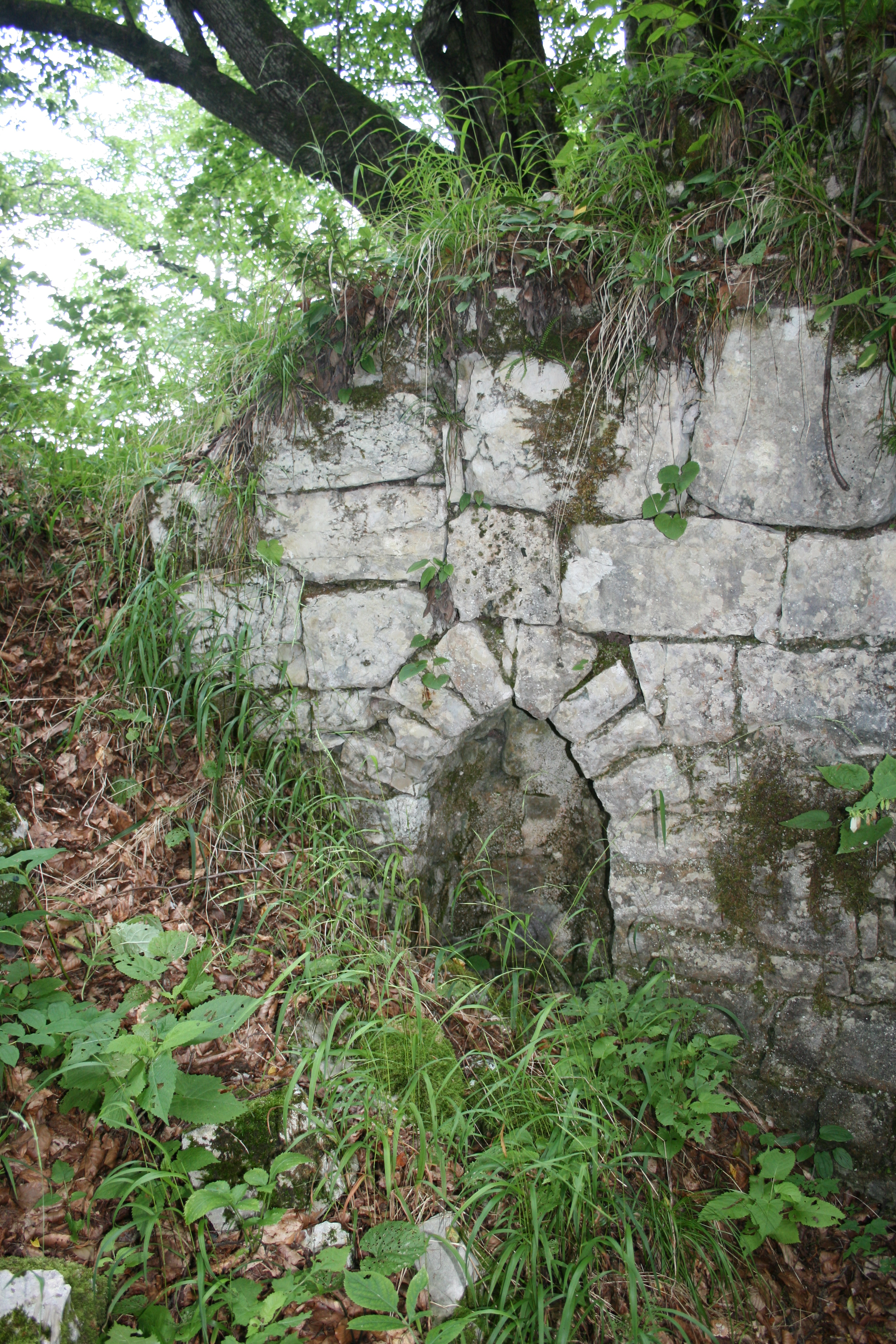
Руины храма